# Normes d'intervenció
Normes d'intervenció (original: Rules of Engagement) és una pel·lícula estatunidenca dirigida per William Friedkin, estrenada el 2000 i doblada al català.

## Argument
Terry Childers es comença a fer vell. Per les seves qualitats de soldat, marxa al Iemen. La seva missió: evacuar l'ambaixada americana assetjada per esvalotadors. Després d'haver perdut 3 soldats, és obligat a disparar contra la gernació.
Mancat de sort, l'operació és un fiasco mediatitzat, Terry Childers passa per un tribunal marcial. Apel·la a un vell amic al qui ha salvat la vida al Vietnam, el coronel Hayes Hodges.

## Repartiment
- Tommy Lee Jones: Cor. Hayes "Hodge" Hodges
- Samuel L. Jackson: Cor. Terry L. Childers
- Guy Pearce: Major Mark Biggs
- Ben Kingsley: Ambaixdor Mourain
- Bruce Greenwood: National Security Advisor Bill Sokal
- Anne Archer: Mrs. Mourain
- Blair Underwood: capità Lee
- Philip Baker Hall: General H. Lawrence Hodges
- Dale Dye: General Perry
- Amidou: Dr. Ahmar
- Mark Feuerstein: Tom Chandler
- Richard McGonagle: Jutge Coronel E. Warner
- Baoan Coleman: Coronel Binh Le Cao
- Nicky Katt: Hayes Hodges III
- Ryan Hurst: capità Hustings
- Gordon Clapp: Harris
- Hayden Tank: Justin Mourain
- Ahmed Abounouom: Jimi
- William Gibson: Hodges' Radioman
- Tuan Tran: Translator
- John Speredakos: Advocat
- Scott Alan Smith: Advocat
- Jihane Kortobi: Noieta
- David Lewis Hays: NCO Bailiff
- Peter Tran: Cor. Cao's Radioman
- Bonnie Johnson: Mary Hodges
- Jason C. West: Childers' Radioman
- Mohamed Attifi: Tariq
- Zouheir Mohamed: Aziz
- Chris Ufland: Ambaixador Aide

## Crítica
El Comitè Americano-àrab contra la discriminació (The American-Arab Anti-Discrimination Committee) ha descrit aquesta pel·lícula com "Probablement la més racista de les pel·lícules mai feta contra els àrabs per Hollywood."